# 3420-as busz
A 3420-as jelzésű regionális autóbuszvonal Eger, Ostoros és Novaj között húzódik, amelyet a MÁV Személyszállítási Zrt. üzemeltet.

## Útvonala
Az autóbuszvonal Heves vármegye megyeszékhelyét és egyik községét, Egert és Novajt köti össze, útvonalára fűzve Ostoros települést.
A járatok nagyrésze Eger területén a forgalmasabb; azon kívül minden állomáson és megállóhelyen megáll. Ez alól kivételt képez több hétköznap közlekedő busz, melyek olykor gyorsítottak, céljáratok. Egeren belül Tihaméron mennek keresztül, majd Novajig a 2503-as mellékúton tartózkodnak.

## Közlekedése

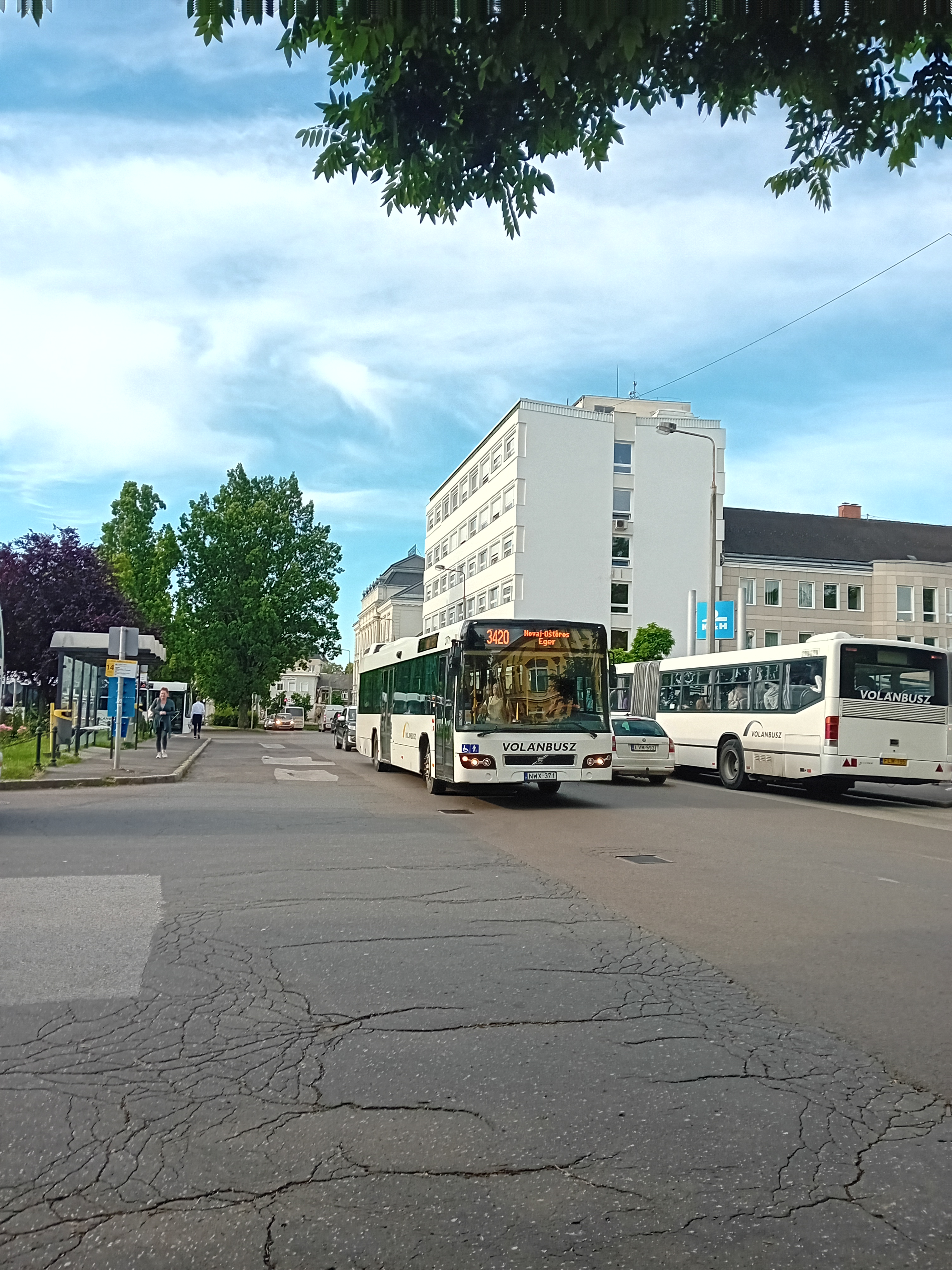
Volvo 7700 a Barkóczy utcában

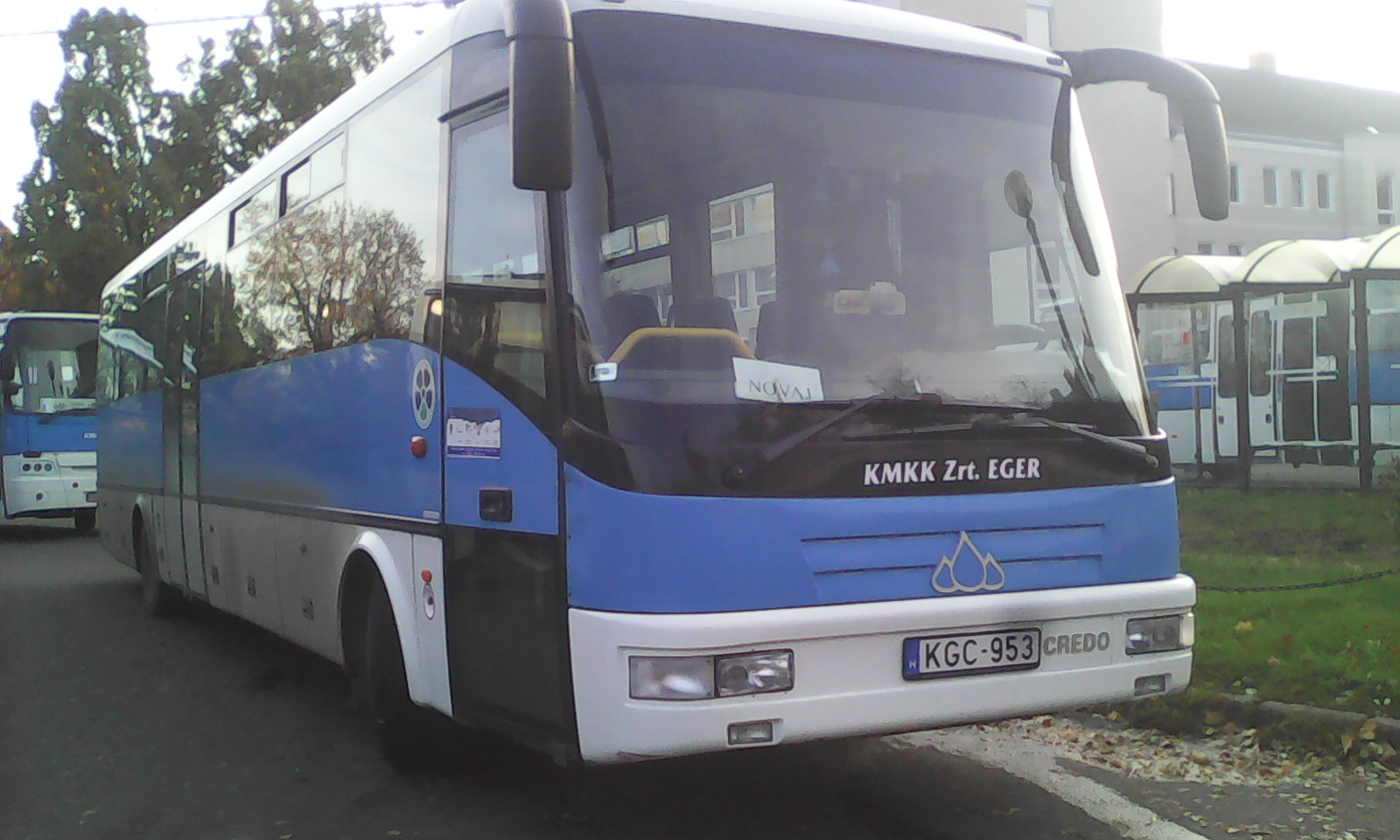
Olykor Credo EC 12 szerepel

Az autóbuszjáratok a hét minden napján közlekednek, melyet tovább sűrítenek a 3406-os és 3419-es buszok, melyek azonos útvonalon, de Mezőkövesdig ingáznak. Munkanaponta kiegészítő járatok indulnak ostorosi végállomással.
| Viszonylat                                | Indításszám       | Közlekedési rend          |
| ----------------------------------------- | ----------------- | ------------------------- |
| Eger, aut. áll. – Ostoros, Mezőkövesdi út | 3 pár             | tanítási naponta          |
| Eger, aut. áll. – Ostoros, Mezőkövesdi út | 3 oda, 2 vissza   | tanszünetben munkanaponta |
| Eger, aut. áll. – Ostoros, Mezőkövesdi út | 1 pár             | szabadnaponta             |
| Eger, aut. áll. – Novaj, központ          | 25 oda, 26 vissza | tanítási naponta          |
| Eger, aut. áll. – Novaj, központ          | 24 oda, 25 vissza | tanszünetben munkanaponta |
| Eger, aut. áll. – Novaj, központ          | 13 oda, 14 vissza | szabadnaponta             |
| Eger, aut. áll. – Novaj, központ          | 10 pár            | munkaszüneti naponta      |

### Járművek
Az autóbuszvonalon kizárólag szóló autóbuszok közlekednek, melyek legtöbbje Credo Econell 12 típusú. Ezen kívül további Credo járművek (Credo EC 12, Credo IC 12, Credo Inovell 12), Irisbus és Volvo kocsik is megjelennek.

## Megállóhelyei
| 0  | Eger, autóbusz-állomás végállomás            | 0.0 km  | 2, 2A, 4, 5, 5A, 6, 7, 7A, 11, 12, 14, 14E, 16, 17, 112, 914 1049, 1050, 1051, 1053, 1054, 1343, 1344, 1346, 1347, 1348, 1349, 1351, 1352, 1362, 1380, 1383, 1426, 1427, 1428, 1447, 1466, 1468, 1517 3400, 3402, 3403, 3405, 3406, 3407, 3408, 3409, 3410, 3411, 3412, 3414, 3415, 3416, 3417, 3418, 3419, 3423, 3424, 3426, 3430, 3431, 3432, 3433, 3434, 3435, 3440, 3441, 3442, 3443, 3444, 3445, 3446, 3448, 3450, 3455, 3456, 3457, 3458, 3462, 3469, 3470, 3471, 3472, 3473, 3474, 3476, 3479, 3480, 3481, 3482, 3483, 3484, 3488, 3604, 3660, 3667, 4012, 4014, 4015, 4157 |
| 1  | Eger, színház                                | 0.7 km  | 2, 2A, 7, 7A, 11, 12, 14, 14E, 17, 112 1053, 1054, 1343, 1344, 1346, 1348, 1362, 1380, 1381, 1426, 1427, 1428, 1447, 1468, 1517 3402, 3408, 3410, 3411, 3414, 3419, 3423, 3424, 3426, 3430, 3431, 3433, 3434, 3435, 3436, 3440, 3441, 3442, 3443, 3444, 3445, 3448, 3667, 4011, 4014, 4015, 4018, 4021, 4022, 4157 |
| ∫  | Eger, sportpálya bejárati út (↑)             | ∫       | 2, 2A, 11, 12, 14, 14E, 112 3410, 3414, 4157 |
| 2  | Eger, Hadnagy utca                           | 2.0 km  | 2, 2A, 3A, 4, 5, 5A, 6, 16, 914 1343, 1344, 1346, 1380, 1381, 1426, 1427, 1447, 1448, 1468 3405, 3406, 3419, 3424, 3426, 3431, 3435, 4014, 4015, 4018, 4021, 4022 |
| ∫  | Eger, Homok utca (↑)                         | ∫       | 2, 2A, 3A, 4, 5, 5A, 6, 16, 914 1343 3405, 3406, 3419, 3431, 3435 |
| 3  | Eger, Tihamér lakótelep                      | 3.1 km  | 3406, 3419 |
| 4  | Eger, Nagykőporos út                         | 3.5 km  | 3406, 3419 |
| 5  | Ostoros, Damjanich utca                      | 6.3 km  | 3406, 3419 |
| 6  | Ostoros, Akácfa út                           | 6.8 km  | 3406, 3419 |
| 7  | Ostoros, ABC                                 | 7.7 km  | 3406, 3419 |
| 8  | Ostoros, Mezőkövesdi út vonalközi végállomás | 8.0 km  | 3406, 3419 |
| 9  | Novaj, Hermánytető                           | 10.4 km | 3406, 3419 |
| 10 | Novaj, pincék                                | 11.6 km | 3406, 3419 |
| 11 | Novaj, központ végállomás                    | 12.3 km | 3406, 3419 |